# بحران مالی منطقه یورو

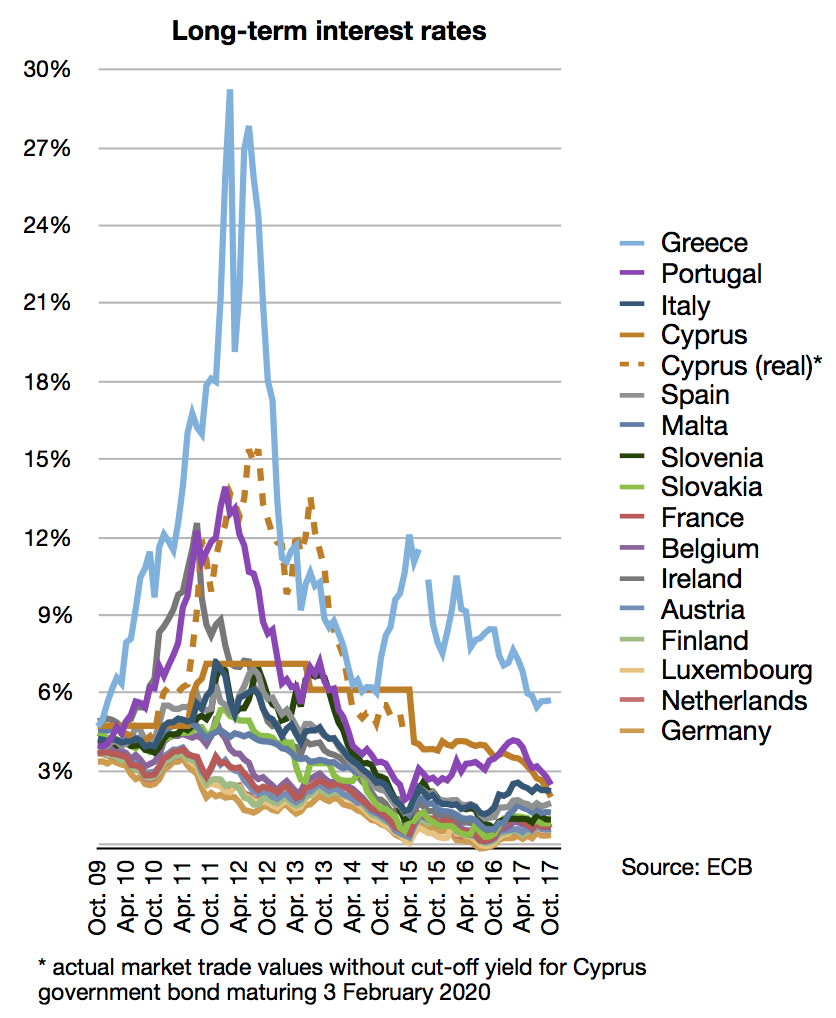
بحران مالی کشورهای منطقه یورو

بحران مالی منطقه یورو از اوایل سال ۲۰۰۹ کشورهای عضو این اتحادیه پولی را درگیر خود کرده‌است. این بحران باعث شد تا در برخی از کشورهای منطقه یورو بازپرداخت اوراق قرضه دولتی بدون کمک نهادهای ثالث مثل بانک مرکزی اروپا و صندوق بین‌المللی پول، ناممکن شود. بانک‌های این منطقه با کاهش سرمایه و مشکلات شدید برای تأمین نقدینگی و پرداخت بدهی‌ها مواجه شوند. همچنین رشد اقتصادی نیز در کل منطقه بسیار کاهش یافت.
افزایش بدهی‌های دولتی و کسری بودجه در برخی از کشورهای یورو و انتقال حباب بازار املاک به بدهی‌های دولتی از دلایل پیدایش این بحران است. ماهیت خاص منطقهٔ یورو حل این بحران را پیچیده کرده‌است. منطقه یورو یک اتحادیه پولی است یعنی فقط یک واحد پول به نام یورو دارد اما اتحادیه مالی نیست یعنی مالیات‌ها و دستمزدها در کشورهای مختلف عضو آن متفاوت است. یونان شاهد شدیدترین بحران بود به طوری‌که در سال ۲۰۱۱ میزان بدهی‌های اوراق قرضه‌اش به ۱۷۰ درصد تولید ناخالص داخلی سالانه‌اش رسید.